# سیارک ۱۸۶۷۱
سیارک ۱۸۶۷۱ (به انگلیسی: 18671 Zacharyrice، نامگذاری:1998FX64) هجده هزار و ششصد و هفتاد و یکمین سیارک کشف شده‌است که در ۲۰ مارس ۱۹۹۸ کشف شد.
قدر مطلق سیارک برابر ۱۷.۸ است.